# The Majestic
The Majestic es una película escrita por Michael Sloane y dirigida por Frank Darabont. Entre los principales actores se encuentran Martin Landau, Jim Carrey, Bob Balaban, Jeffrey DeMunn, Laurie Holden y Hal Holbrook.
Fue estrenada por la Warner Brothers el 11 de diciembre de 2001.

## Sinopsis
La película está ambientada en los años cincuenta, en Estados Unidos. Peter Appleton (interpretado por Jim Carrey) es un escritor de películas de clase B que vive en Hollywood y se encuentra en un buen momento de su carrera, aunque sus esperanzas son las de trabajar en el cine de clase A.
Inesperadamente, el macartismo lo acusa de ser comunista, debido a su participación, en su época de estudiante, en las reuniones de una organización estudiantil conocida como Pan en Vez de Balas. Como consecuencia de su caída en desgracia, la compañía cinematográfica le rescinde el contrato y no puede realizar el rodaje de su nueva película (la cual él esperaba que consiguiera estar al nivel de las películas clase A).
Con su carrera destruida, decide salir ebrio a conducir hacia cualquier parte, y tiene un accidente en un puente al intentar evitar atropellar a una zarigüeya. A la mañana siguiente, despierta a la orilla del océano, y se da cuenta de que ha perdido totalmente su memoria. Se encuentra en las cercanías de un pequeño pueblo llamado Lawson. La gente del pueblo lo confunde con Luke Trimble, uno de los muchos chicos del pueblo que habían muerto en la Segunda Guerra Mundial hacía diez años. "Luke" al principio vacila en abrazar esta vida, pero finalmente acepta la propuesta de ayudar a reabrir el Majestic, el viejo cine de su "padre" Harry (Martin Landau), que había sido cerrado durante la dura época de posguerra.
Mientras tanto, en Washington D. C., Elvin Clyde (Bob Balaban), un macartista del Congreso, cree que la desaparición de Appleton es una prueba evidente de que las acusaciones son ciertas. En Hollywood nadie sabe nada sobre el accidente de Appleton, puesto que iba solo y había conducido muy lejos.
En Lawson ya no todo el mundo piensa que él sea Luke. Bob Leffert, un veterano manco que había conocido al verdadero Luke, sabía que no era él, y que este extraño solamente conseguiría hacer que el pueblo sufriera más de lo que ya ha sufrido.
Unos días más tarde, el pueblo prepara una fiesta de bienvenida para "Luke", y el pueblo le pide que toque el piano, como él hacía de pequeño. Pero en vez de tocar uno de los clásicos que él tocaba habitualmente, él toca una canción con un ritmo de boogie, que le había enseñado a tocar un miembro del cine The Majestic. En su camino a casa, se encuentra con Bob, quien se había confrontado con él porque sabía que no era Luke, Bob pega un puñetazo a Peter en la cara cuando él hacía un comentario de cuanto la guerra les había cambiado. Finalmente Peter, Harry, Adele consiguen reconstruir el Majestic. Peter también convence al pueblo para poner un memorial al presidente Franklin D. Roosevelt que habían recibido después de la guerra, pero que debido al pesimismo nadie había sido capaz de erigir.
Desafortunadamente, a partir de este punto las cosas comienzan a cambiar para peor. Peter comienza a recuperar su memoria cuando en el Majestic se proyecta una película que él escribió, Los piratas de la arena del Sahara (Sand Pirates of the Sahara). En el mismo momento, Harry tiene un ataque de corazón. Y en el lecho de muerte Peter permite que Harry siga pensando que él es Luke, su hijo, en ese momento Peter rompe a llorar cuando Harry muere. Inmediatamente después del funeral, él le dice a Adele que él no es Luke. Adele le dice que tenía el presentimiento de que no era. Pero no todo acaba ahí, la cosa vuelve a empeorar cuando todo el pueblo descubre la verdad cuando unos agentes federales encuentran a Peter (dos chicos descubrieron su coche en la playa) y se lo llevan para que sea juzgado en el Congreso acusado de ser comunista.
Esa misma noche el abogado de Peter le aconseja admita las acusaciones hacia él, que denuncie su asociación con el Partido Comunista y que presente una lista de los llamados "Comunistas" que debía leer delante de la corte para así limpiar su nombre. Inicialmente Peter acepta con dudas este plan, pero la charla que tuvo con Adele y su propio respeto por el verdadero Luke inspira a Peter a enfrentarse al comité. Ya en la audiencia, Peter realiza un impresionante discurso sobre los ideales estadounidenses, con el cual se gana a la muchedumbre. Temiendo un contragolpe político, los legisladores lo dejan ir libremente. Peter entonces vuelve a Lawson, temiéndose que la recepción iba a ser incómoda pero a su vez estaba impaciente por ver de nuevo a Adele. Pero por sorpresa para Peter, es recibido como un héroe por parte de todos los ciudadanos del pueblo, que deciden tratar con respeto a Peter, especialmente por su discurso y por la decisión de enfrentarse a los congresistas.

## Crítica
La película no fue especialmente bien recibida por la crítica, Kenneth Turan de Los Angeles Times comentó que era: "un derivado, que no podía ser más simple aunque lo intentaran". Esta película es a veces citada como el fracaso de Jim Carrey y Laurie Holden durante el tiempo en el que ambos trabajaban como actores serios, aunque más tarde Jim Carrey conseguiría alabanzas por su actuación en la película Eternal Sunshine of the Spotless Mind y Laurie Holden participaría en la exitosa serie The Walking Dead como uno de los personajes principales.
Aparte de las malas críticas recibidas, Roger Ebert elogió la película y sus ideales:

Esta película ondea la bandera en honor de nuestros héroes de la Segunda Guerra Mundial, y evoca a la nostalgia de los antiguos cines de los pequeños pueblos y la gente que trabajaba en ellos... Frank Darabont ha intentado deliberadamente hacer la clase de película que hacía Frank Capra, sobre la gente decente de los pueblos que apoyaba los valores estadounidenses tradicionales. En una época en la que estaba de moda el patriotismo de Rambo, es bueno también recordar el patriotismo de Frank Capra para recordar que Estados Unidos no es luchar y ganar, sino defender nuestras libertades.
Roger Ebert